# Zora Neale Hurston
Zora Neale Hurston (Eatonville, Florida; 7 de enero de 1891-Fort Pierce, 28 de enero de 1960) fue una antropóloga y escritora folklorista estadounidense y una de las figuras más importantes del Renacimiento de Harlem. Su obra literaria, ampliamente reconocida en la actualidad, no fue valorada en vida y Hurston murió en la pobreza. Su obra más conocida es Their Eyes Were Watching God (Sus ojos miraban a Dios, 1937), obra de contenidos semibiográficos.

## Infancia y juventud
Durante años se ha creído que Hurston nació en Eatonville, Florida, un lugar completamente poblado por afroamericanos. Eatonville fue el primer poblado enteramente afroamericano en ser incorporado a EE. UU, después de la Proclamación de Emancipación, la declaración firmada por Abraham Lincoln que otorgaba la libertad a los esclavos en los Estados Confederados de América. Este entorno influyó en su escritura, especialmente por la riqueza de su tradición oral y la espontaneidad y originalidad de sus cuentacuentos. En 1990, un director de cine aseguró que Hurston había nacido en realidad en Notasulga, Alabama, y a la edad de tres años se trasladó a Eatonville, el pueblo que la acogió y que se convertiría en su fuente de inspiración; sin embargo, no existen datos suficientes para la veracidad de esta afirmación, así como no la hay para su nacimiento, que al día de hoy, sigue siendo una suposición. Su padre, John Hurston era un predicador baptista que se convertiría en alcalde de Eatonville. Sobre su madre, Lucy Ann Potts Hurston, no existen muchos datos objetivos, salvo que su muerte sucedió cuando Hurston tenía 13 años y que había sido maestra de escuela. Sin embargo su presencia es recurrente en la obra de Hurston en todo lo referente al folklorismo y la tradición.
Tras la muerte de su madre, fue enviada a un colegio privado en Jacksonville y se asume también que vivió con otros familiares; en sus propias palabras, fue: “pasada de mano en mano como un penique”, rechazada por su padre y su nueva esposa. Después de alcanzar la mayoría de edad, pasó largo tiempo trabajando como empleada doméstica, camarera y viajando por el estado de Florida. A pesar de su pobre educación era una gran lectora, y en 1917 entró en la academia Morgan en Baltimore. Tenía entonces 26 años, aunque reescribió su fecha de nacimiento como nacida en 1901, es decir, fingiendo tener diez años menos. Entre 1919-1924 se matriculó en la Universidade Howard de Washington D. C., donde encontró inspiración para perseguir una carrera literaria en la figura de su profesor de filosofía, la autoridad en cultura afroamericana Alain Locke.

## Antropología, folklorismo y primeras publicaciones
Publicó su primer relato, John Redding Goes to Sea en 1921, en la revista de la universidad. En los años siguientes varios de sus relatos aparecieron en diversas revistas. En 1924, se vio forzada a abandonar su carrera por problemas económicos; sin embargo, sus relatos publicados llamaron la atención de las figuras que luego darían forma al Renacimiento de Harlem, como Langston Hughes o Countee Cullen. En 1925 obtuvo una beca para estudiar antropología en el Barnard College, afiliado de la Universidad de Columbia (N.Y.) gracias a la antropóloga Annie Nathan Meyer. Allí trabajó con el conocido antropólogo Franz Boas y se graduó en 1928. 
Viviendo en Harlem, se convirtió en un miembro del Renacimiento, y se dedicó al estudio antropológico y folklorista de Eatonville, fascinada por su naturaleza utópica: las canciones, historias, tradiciones y proverbios de la sabiduría popular. Recolectó datos sobre el folklore del Sur más profundo, exploró las regiones más desconocidas de Florida, Misisipi, y Luisiana, que luego recogería en sus colecciones de novelas y relatos, como Mules and Men, (1935) Jonah’s Gourd Vine, (1934) o Moses: Man of the Mountain, (1939).

## Renacimiento de Harlem
El Renacimiento de Harlem representó un incremento en la producción creativa (en literatura, arte, y música) liderado por la comunidad afrodescendiente que vivía en el gueto de Harlem, Nueva York, después de la Primera Guerra Mundial y la Gran depresión. 
En Harlem, Hurston creó con Langston Hughes y Wallace Stevens la revista Fire!, que solo publicó un número. Viviendo en Nueva York, Hurston fue reconocida no solo por su obra literaria, sino también por su pensamiento político y lo extravagante de su personalidad (para la época). El Renacimiento de Harlem se promocionó en gran medida gracias a las donaciones de mecenas blancos, lo que constituye una de las críticas más frecuentes al movimiento. Con Zora Neale Hurston no fue diferente, y fondos de organizaciones filantrópicas así como el patronazgo de editores y académicos blancos le permitieron dedicarse a su obra de ficción y antropología. 
Uno de los rasgos más interesantes del aporte del Renacimiento de Harlem a la literatura norteamericana es que su representación del “hombre negro” no era ya la de una víctima de la esclavitud que se rebela y busca la compasión de sus lectores. Para los escritores de Harlem, la mayoría de ellos siendo la primera generación nacida ya libre, la idea era reflejar a un “nuevo negro”, uno orgulloso de su raza y sus raíces, en resumen, alterar la forma en la que el hombre negro se ve a sí mismo. En el caso de Hurston, esta visión se amplió para envolver también a la mujer; en muchos de sus relatos, como en Sweat (Sudor), la mujer es fuerte e independiente, actitudes que se ven amenazadas por una figura masculina que no las aprecia.

## Los que están más al sur
En 1936, Hurston obtuvo una beca de investigación Guggenheim para estudiar la práctica del Obeah (Vudú, santería) en el Caribe inglés. Viajó a Jamaica y Haití, donde escribió Their Eyes Were watching God (Sus ojos miraban a Dios), pues encontró en este entorno de folklore rural la inspiración y la energía para recuperarse de una relación fallida con un hombre más joven que ella, al que dejó atrás para continuar con su investigación, Sus ojos miraban a Dios trata una situación muy similar. Vivió en el Caribe durante dos años y la información que recolectó allí, descripción de costumbres y supersticiones, grabación de canciones, chistes, juegos y fotografías de danzas, aparece en su segunda compilación de folklore, Tell My Horse (1938). El estudio sobre la práctica del vudú y el Judú (hoodoo) en el Caribe inglés empezó a ser considerado. Trató el Vudú como una práctica religiosa seria, algo que no se hacía por entonces, originaria de África y que existe entremezclada con el Cristianismo. Tanto en sus compilaciones de folklore como en sus novelas y relatos, Hurston hizo siempre un esfuerzo en plasmar el modo de hablar de sus personajes, sus dialectos, lo cual hace difícil su lectura, pero a la vez dotan a sus textos del “sabor a realidad” que falta en algunos de sus contemporáneos. Esta diferencia está fundada en su propio estilo al escribir. Hurston, con los años, dio preferencia a la descripción de sus personajes a través de sus acciones, en lugar de optar por descripciones hechas por el narrador u otros personajes. Por otro lado, la temática que la obra de Hurston suele tratar es más íntima, en el sentido de que se ocupa de las relaciones entre miembros de una comunidad afrodescendiente (normalmente Eatonville) en lugar de hacerlo en las relaciones entre el hombre negro y el blanco. El texto de Tell My Horse es un ejemplo de la mezcla de estilos que caracteriza sus textos: antropología y ficción, crítica política y fotografía, etc.

## Críticas de la obra de Zora Neale Hurston
Hurston fue una figura controvertida dentro y fuera del renacimiento de Harlem. Sus ideas políticas mostraban un fuerte contraste con las de muchos de sus contemporáneos de Harlem, puesto que rechazaba el comunismo y se declaraba republicana. Esto provocó dos corrientes bien distinguidas dentro del Renacimiento, por un lado el procomunismo liderado por Langston Hughes y por otro el más conservador, que lideraba Hurston. Estaba en contra de la integración de la comunidad negra en la blanca, lo que demostró haciendo propaganda política a favor de Robert Taft en las elecciones presidenciales de 1952. Una de las razones para esta oposición eran las consecuencias que veía en la integración educativa, pues creía que de esa manera la tradición cultural afroamericana se perdería, al ser pasada por alto por las juntas de educación lideradas por hombres blancos. Esto se puede ver en su crítica a la decisión de la Corte Suprema de los Estados Unidos en el caso de Brown contra la junta de educación.  
La obra de Hurston permaneció desconocida hasta entrados los años 70. Una de las posibles razones es la representación del dialecto afroamericano que utilizaba en los diálogos de sus personajes. Para algunos críticos de la época, esta representación constituía una caricatura del analfabetismo de muchos afroamericanos. Sin embargo, es apreciado en la actualidad. La otra es la misma oposición de sus contemporáneos del Renacimiento, especialmente Richard Wright, que veían en sus obras más tardías un abandono de las intenciones del Renacimiento, no hay “crítica ni temas ni pensamiento”.
El conservadurismo de Hurston también contribuyó a entorpecer la difusión de sus obras. En los años 30 y 40, el autor afroamericano más prolífico era Richard Wright, cuya obra era explícitamente política. Wright estaba desencantado con el comunismo, y era más obvio en exponer su pensamiento sobre la lucha por el respeto y la igualdad económica de la comunidad afrodescendiente. Otro autor popular era Ralph Ellison, que se alineaba más con la visión de Wright. La obra de Hurston no encajaba en este espectro. 
Al publicar su ambiciosa novela Seraph on the Suwanee en 1948, Hurston volvió a traspasar los límites de la escritura afroamericana de la época al escribir de forma a primera vista apolítica. Seraph on the Suwanee es una obra sobre blancos empobrecidos haciéndose un hueco en la industria de Florida, los personajes negros son secundarios. Fue una obra atrevida, ya que ni los intelectuales afroamericanos ni los blancos podían aceptar la idea de un autor negro hablando a través de personajes blancos. Las duras críticas que esta obra recibió hicieron que fuera el último esfuerzo literario de Hurston antes de retirarse a un pequeño pueblo de Florida. Según Hurston declaró, el texto es un testimonio de su propia definición tanto como escritora afrodescendiente como regionalista. Por otro lado, en los círculos académicos, los antropólogos frecuentemente catalogaron sus obras como ficción, y no los añadieron a las listas de textos antropológicos.

## Redescubriendo a Zora Neale Hurston
En 1975 Alice Walker publicó el artículo In Search of Zora Neale Hurston, en la revista Ms. Magazine. Con este artículo se reavivó el interés público en la obra de Hurston y se abrió la puerta a autoras como Toni Morrison, Maya Angelou, o la misma Alice Walker, que escriben sobre las experiencias de mujeres afroamericanas que no siempre se basan en la lucha racial. Con este nuevo interés se publicaron dos biografías, Wrapped in Rainbows ("Envuelta en arcoiris") de Valerie Boyd y Speak So You Can Speak Again de Lucy Hurston, sobrina de Zora.
Hurston murió de un infarto en Fort Pierce, Florida y fue enterrada en una tumba sin marcar. Alice Walker y la académica Charlotte Hunt marcharon a Florida con el objetivo de encontrar la tumba y poner su nombre, lo que hicieron en 1973.

## Obras

### Novela y relatos
- Jonah's Gourd Vine (Filadelfia y Londres: Lippincott, 1934; Londres: Duckworth, 1934);
- Mules and Men (Filadelfia y Londres: Lippincott, 1935; Londres: Kegan Paul, 1936);
- Their Eyes Were Watching God (Filadelfia y Londres: Lippincott, 1937; Londres: Dent, 1938);
- Tell My Horse (Filadelfia: Lippincott, 1938); reeditado como Voodoo Gods. An Inquiry into Native Myths and Magic in Jamaica and Haiti (Londres: Dent, 1939);
- Moses, Man of the Mountain (Filadelfia: Lippincott, 1939); reeditado como The Man of the Mountain (London: Dent, 1941);
- Dust Tracks on a Road (Filadelfia y Londres: Lippincott, 1942; Londres y Nueva York: Hutchinson, 1944);
- Seraph on the Suwanee: A Novel (Nueva York: Scribners, 1948);
- I Love Myself When I Am Laughing ... and Then Again When I Am Looking Mean and Impressive: A Zora Neale Hurston Reader, editado por Alice Walker (Old Westbury, N.Y.: Feminist Press, 1979);
- The Sanctified Church (Berkeley: Turtle Island Foundation, 1981);
- Mule Bone: A Comedy of Negro Life, Por Hurston y Langston Hughes, editado por George Houston Bass y Henry Louis Gates Jr. (Nueva York: HarperPerennial, 1991).

Colecciones:
- Spunk: The Selected Stories of Zora Neale Hurston, editado por Bob Callahan (Berkeley, Cal.: Turtle Island Foundation, 1985);
- The Complete Stories, editado por Henry Louis Gates Jr. y Sieglinde Lemke (Nueva York: HarperCollins, 1995);
- Folklore, Memoirs, and Other Writings, editado por Cheryl A. Wall (Nueva York: Library of America, 1995);
- Novels and Stories (Nueva York: Library of America, 1995);
- Sweat, edited by Wall (New Brunswick, N.J.: Rutgers University Press, 1997).

Otros
- The First One: A Play, in Ebony and Topaz: A Collectanea, edited by Charles S. Johnson (Nueva York: National Urban League, 1927), pp. 5357.